# Parâmetros orbitais e físicos de exoplaneta
Esta página descreve os parâmetros orbitais e físicos de um exoplaneta.

## Parâmetros orbitais
A maioria dos candidatos a exoplanetas conhecidos foram descobertos usando métodos indiretos e, portanto, apenas alguns de seus parâmetros orbitais e físicos podem ser determinados. Por exemplo, dos seis parâmetros independentes que definem uma órbita, o método da velocidade radial pode determinar quatro: semi-eixo maior, excentricidade, longitude do periastro e tempo do periastro. Dois parâmetros permanecem desconhecidos: inclinação e longitude do nó ascendente.

### Distância da estrela e período orbital
| Trânsito Tempo | Velocidade radial | Microlente Imagem direta |

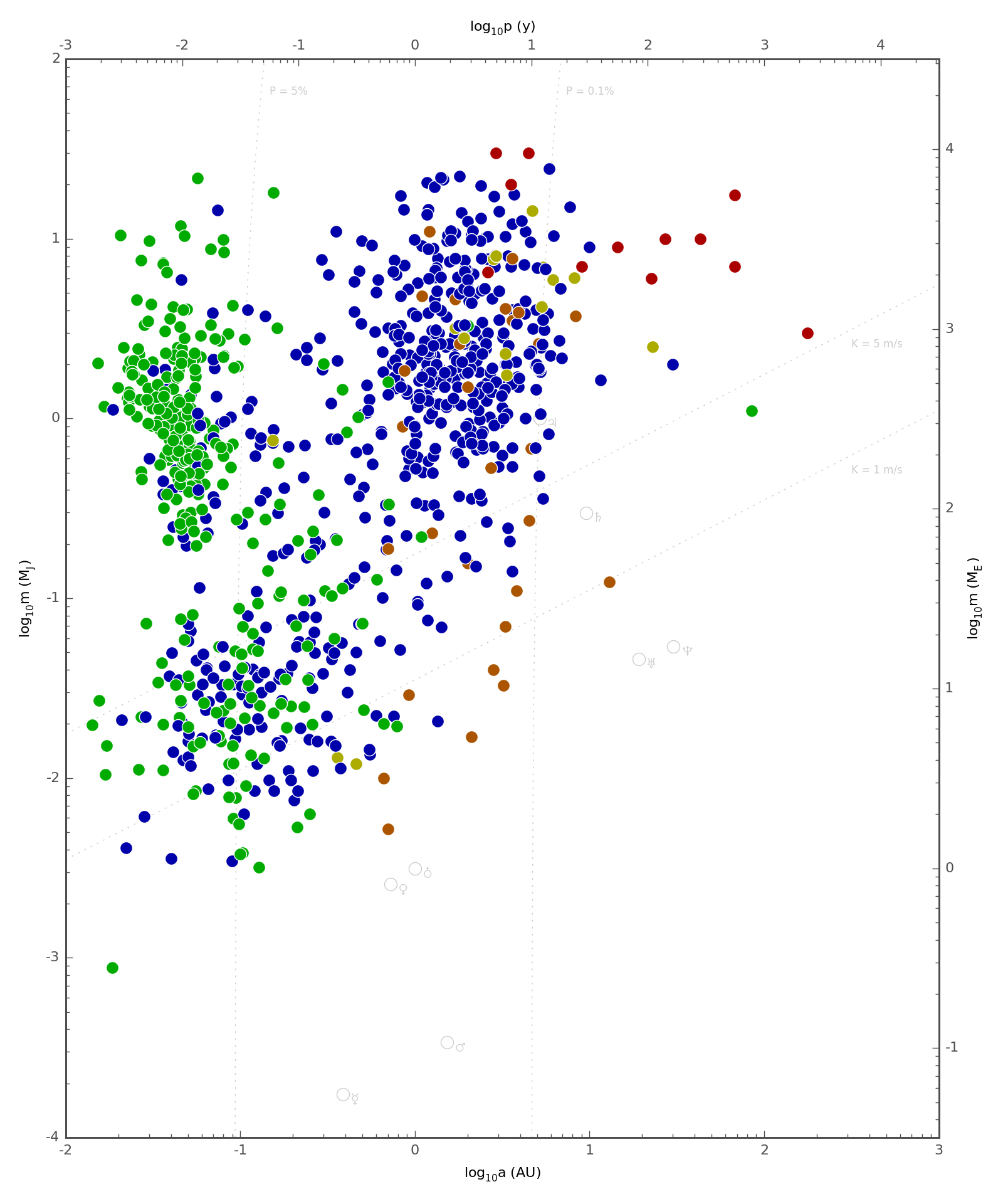
Gráfico de dispersão log-log mostrando massas, raios orbitais e período de todos os planetas extrasolares descobertos até setembro de 2014, com cores indicando o método de detecção:
Para referência, os planetas do Sistema Solar são marcados como círculos cinza. O eixo horizontal traça o logaritmo do semieixo maior e o eixo vertical traça o logaritmo da massa

Existem exoplanetas que estão muito mais próximos de sua estrela hospedeira do que qualquer planeta do Sistema Solar está do Sol, e também existem exoplanetas muito mais distantes de sua estrela. Mercúrio, o planeta mais próximo do Sol a 0.4 unidades astronômicas (UA), leva 88 dias para uma órbita, mas as menores órbitas conhecidas de exoplanetas têm períodos orbitais de apenas algumas horas, (veja Planeta de período ultracurto). O sistema Kepler-11 tem cinco de seus planetas em órbitas menores que as de Mercúrio. Netuno está a 30 UA do Sol e leva 165 anos para orbitá-lo, mas existem exoplanetas que estão a milhares de UA de sua estrela e levam dezenas de milhares de anos para orbitar, por exemplo GU Piscium b.
Os métodos de velocidade radial e trânsito são mais sensíveis a planetas com órbitas pequenas. As primeiras descobertas, como 51 Pegasi b, eram gigantes gasosos com órbitas de poucos dias. Esses "Júpiteres quentes" provavelmente se formaram mais longe e migraram para dentro.
O método de imagem direta é mais sensível a planetas com grandes órbitas e descobriu alguns planetas que têm separações planeta-estrela de centenas de UA. No entanto, os discos protoplanetários geralmente têm apenas cerca de 100 UA de raio, e os modelos de acreção do núcleo preveem que a formação de planetas gigantes esteja dentro de 10 UA, onde os planetas podem coalescer com rapidez suficiente antes que o disco evapore. Planetas gigantes de período muito longo podem ter sido planetas órfãos que foram capturados, ou formados próximos e gravitacionalmente dispersos para fora, ou o planeta e a estrela podem ser um sistema binário amplo de massa desequilibrada com o planeta sendo o objeto principal de seu próprio disco protoplanetário separado. Modelos de instabilidade gravitacional podem produzir planetas em separações de várias centenas de UA, mas isso exigiria discos extraordinariamente grandes. Para planetas com órbitas muito amplas até várias centenas de milhares de UA, pode ser difícil determinar observacionalmente se o planeta está gravitacionalmente ligado à estrela.
A maioria dos planetas que foram descobertos estão a algumas UA de sua estrela hospedeira porque os métodos mais usados (velocidade radial e trânsito) requerem observação de várias órbitas para confirmar que o planeta existe e só houve tempo suficiente desde que esses métodos foram usado pela primeira vez para cobrir pequenas separações. Alguns planetas com órbitas maiores foram descobertos por imagens diretas, mas há uma faixa intermediária de distâncias, aproximadamente equivalente à região gigante gasosos do Sistema Solar, que é amplamente inexplorada. O equipamento de imagem direta para explorar aquela região foi instalado em dois grandes telescópios que começaram a operar em 2014, por exemplo, Gemini Planet Imager e VLT-SPHERE. O método de microlente detectou alguns planetas na faixa de 1 a 10 UA. Parece plausível que na maioria dos sistemas exoplanetários existam um ou dois planetas gigantes com órbitas comparáveis em tamanho às de Júpiter e Saturno no Sistema Solar. Sabe-se agora que planetas gigantes com órbitas substancialmente maiores são raros, pelo menos em torno de estrelas semelhantes ao Sol.
A distância da zona habitável de uma estrela depende do tipo de estrela e essa distância muda durante a vida da estrela à medida que o tamanho e a temperatura da estrela mudam.

### Excentricidade
A excentricidade de uma órbita é uma medida de quão elíptica (alongada) ela é. Todos os planetas do Sistema Solar, exceto Mercúrio, têm órbitas quase circulares (e<0.1). A maioria dos exoplanetas com períodos orbitais de 20 dias ou menos têm órbitas quase circulares, ou seja, excentricidade muito baixa. Acredita-se que isso se deva à circularização de maré: redução da excentricidade ao longo do tempo devido à interação gravitacional entre dois corpos. A maioria dos planetas do tamanho de sub-Netuno encontrados pelo Telescópio Espacial Kepler com períodos orbitais curtos têm órbitas muito circulares. Em contraste, os planetas gigantes com períodos orbitais mais longos descobertos por método de velocidade radial têm órbitas bastante excêntricas. (Em julho de 2010, 55% desses exoplanetas têm excentricidades maiores que 0.2, enquanto 17% têm excentricidades maiores que 0.5). Excentricidades moderadas a altas (e>0.2) de planetas gigantes não são um efeito de seleção observacional, porque um planeta pode ser detectado igualmente bem, independentemente da excentricidade de sua órbita. A significância estatística das órbitas elípticas no conjunto de planetas gigantes observados é um tanto surpreendente, porque as teorias atuais de formação planetária sugerem que planetas de baixa massa devem ter sua excentricidade orbital circularizada por interações gravitacionais com o disco protoplanetário circundante. No entanto, à medida que um planeta cresce mais massivo e sua interação com o disco se torna não linear, pode induzir o movimento excêntrico do gás do disco circundante, que por sua vez pode excitar a excentricidade orbital do planeta. Baixas excentricidades estão correlacionadas com alta multiplicidade (número de planetas no sistema). Baixa excentricidade é necessária para habitabilidade, especialmente vida avançada.
Para sinais Doppler fracos próximos aos limites da capacidade de detecção atual, a excentricidade torna-se pouco restrita e tendenciosa para valores mais altos. Sugere-se que algumas das altas excentricidades relatadas para exoplanetas de baixa massa podem ser superestimadas, porque as simulações mostram que muitas observações também são consistentes com dois planetas em órbitas circulares. Observações relatadas de planetas únicos em órbitas moderadamente excêntricas têm cerca de 15% de chance de serem um par de planetas. Essa má interpretação é especialmente provável se os dois planetas orbitarem com uma ressonância de 2:1. Com a amostra de exoplanetas conhecida em 2009, um grupo de astrônomos estimou que "(1) cerca de 35% das soluções excêntricas de um planeta publicadas são estatisticamente indistinguíveis de sistemas planetários em ressonância orbital 2:1, (2) outros 40% não podem ser estatisticamente distinguido de uma solução orbital circular" e "(3) planetas com massas comparáveis à Terra poderiam estar escondidos em soluções orbitais conhecidas de super-Terras excêntricas e planetas de massa de Netuno".
Pesquisas de velocidade radial descobriram que órbitas de exoplanetas além de 0.1 UA são excêntricas, particularmente para planetas gigantes. Os dados de trânsito obtidos pelo Telescópio Espacial Kepler, são consistentes com os levantamentos RV e também revelaram que planetas menores tendem a ter órbitas menos excêntricas.

### Inclinação vs. ângulo de rotação-órbita
A inclinação orbital é o ângulo entre o plano orbital de um planeta e outro plano de referência. Para exoplanetas, a inclinação é geralmente indicada em relação a um observador na Terra: o ângulo usado é aquele entre a normal ao plano orbital do planeta e a linha de visão da Terra à estrela. Portanto, a maioria dos planetas observados pelo método de trânsito estão próximos de 90 graus. Como a palavra 'inclinação' é usada em estudos de exoplanetas para essa inclinação da linha de visão, o ângulo entre a órbita do planeta e a rotação da estrela deve usar uma palavra diferente e é denominado ângulo de rotação-órbita ou alinhamento de rotação-órbita. Na maioria dos casos, a orientação do eixo de rotação da estrela é desconhecida. O Telescópio Espacial Kepler encontrou algumas centenas de sistemas multiplanetários e, na maioria desses sistemas, todos os planetas orbitam quase no mesmo plano, muito parecido com o Sistema Solar. No entanto, uma combinação de medições astrométricas e de velocidade radial mostrou que alguns sistemas planetários contêm planetas cujos planos orbitais são significativamente inclinados um em relação ao outro. Mais da metade dos Júpiteres quentes têm planos orbitais substancialmente desalinhados com a rotação de sua estrela hospedeira. Uma fração substancial de Júpiteres quentes tem até órbitas retrógradas, o que significa que eles orbitam na direção oposta da rotação da estrela. Em vez de a órbita de um planeta ter sido perturbada, pode ser que a própria estrela tenha girado no início da formação de seu sistema devido a interações entre o campo magnético da estrela e o disco de formação do planeta.

### Precessão do periastro
A precessão do periastro é a rotação da órbita de um planeta dentro do plano orbital, ou seja, os eixos da elipse mudam de direção. No Sistema Solar, as perturbações de outros planetas são a causa principal, mas para exoplanetas próximos o maior fator pode ser as forças de maré entre a estrela e o planeta. Para exoplanetas próximos, a contribuição relatividade geral para a precessão também é significativa e pode ser de ordem de magnitude maior do que o mesmo efeito para Mercúrio. Alguns exoplanetas têm órbitas significativamente excêntricas, o que facilita a detecção da precessão. O efeito da relatividade geral pode ser detectável em escalas de tempo de cerca de 10 anos ou menos.

### Precessão nodal
A precessão nodal é a rotação do plano orbital de um planeta. A precessão nodal é mais facilmente vista como distinta da precessão do periastro quando o plano orbital está inclinado à rotação da estrela, sendo o caso extremo uma órbita polar.
WASP-33 é uma estrela de rotação rápida que hospeda um Júpiter quente em uma órbita quase polar. O momento de massa do quadrupolo e o momento angular adequado da estrela são 1.900 e 400 vezes, respectivamente, maiores que os do Sol. Isso causa desvios clássicos e relativísticos significativos das leis de Kepler. Em particular, a rotação rápida causa grande precessão nodal por causa do achatamento da estrela e do efeito Lense-Thirring.

## Rotação e inclinação axial

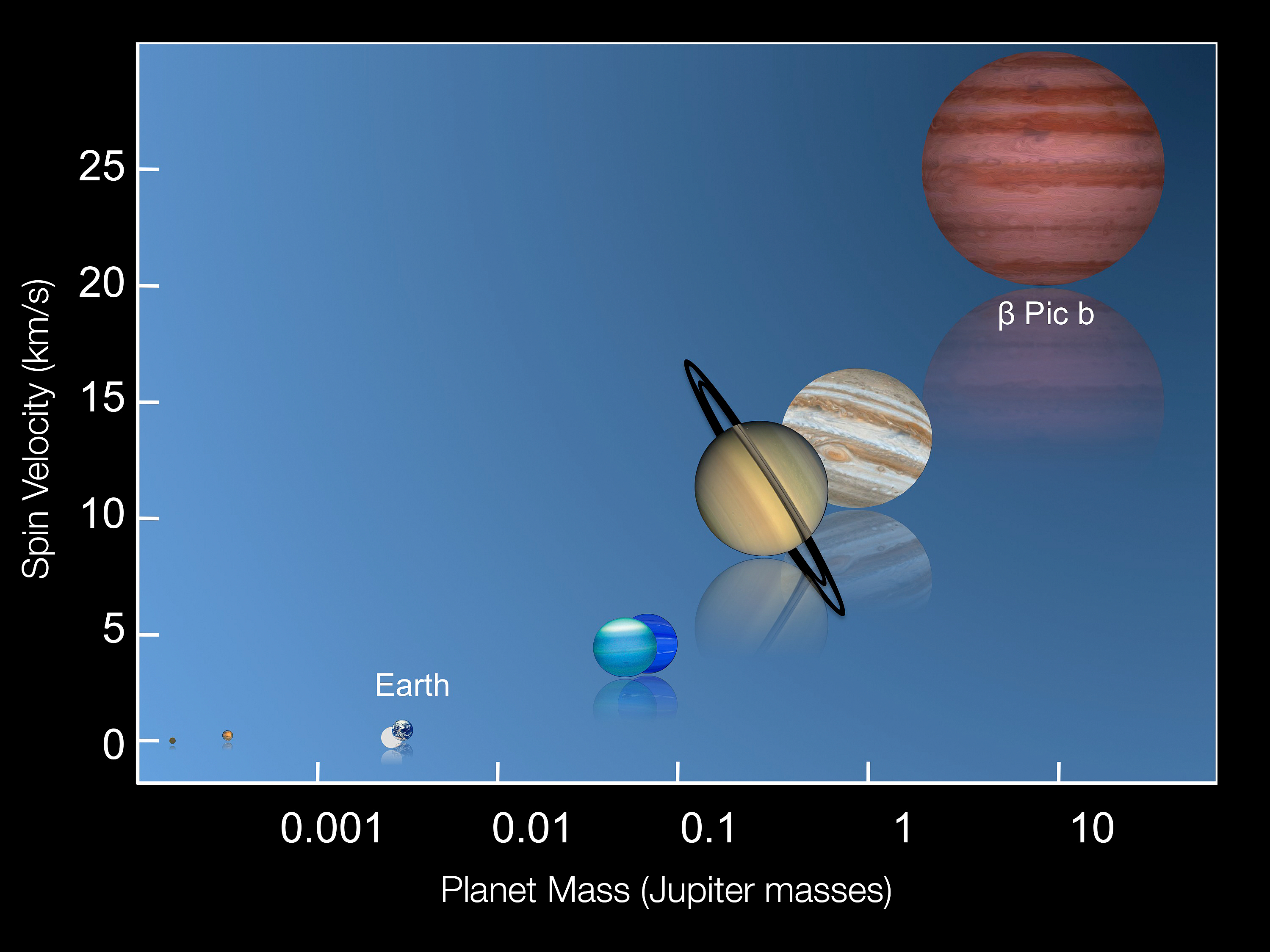
Gráfico da velocidade de rotação equatorial vs. massa de planetas comparando Beta Pictoris b aos planetas do Sistema Solar

Em abril de 2014, foi anunciada a primeira medição do período de rotação de um planeta: a duração do dia para o gigante gasoso super-Júpiter Beta Pictoris b é de 8 horas (com base na suposição de que a inclinação axial do planeta é pequena). Com uma velocidade de rotação equatorial de 25 km por segundo, isso é mais rápido do que para os planetas gigantes do Sistema Solar, em linha com a expectativa de que quanto mais massivo um planeta gigante, mais rápido ele gira. A distância de Beta Pictoris b de sua estrela é 9 UA. A essas distâncias, a rotação dos planetas jovianos não é retardada pelos efeitos de maré. Beta Pictoris b ainda é quente e jovem e, nas próximas centenas de milhões de anos, esfriará e encolherá para aproximadamente o tamanho de Júpiter, e se seu momento angular for preservado, à medida que encolher, a duração de seu dia diminuirá, para cerca de 3 horas e sua velocidade de rotação equatorial aumentará para cerca de 40 km/s. As imagens de Beta Pictoris b não têm resolução alta o suficiente para ver detalhes diretamente, mas técnicas de Espectroscopia Doppler foram usadas para mostrar que diferentes partes do planeta estavam se movendo em velocidades diferentes e em direções opostas das quais se inferiu que o planeta está girando. Com a próxima geração de grandes telescópios terrestres, será possível usar técnicas de imagem doppler para fazer um mapa global do planeta, como o mapeamento da anã marrom Luhman 16B em 2014. Um estudo de 2017 sobre a rotação de vários gigantes gasosos não encontrou correlação entre a taxa de rotação e a massa do planeta.

### Origem da rotação e inclinação dos planetas terrestres
Impactos gigantes têm um grande efeito na rotação dos planetas terrestres. Os últimos impactos gigantes durante a formação planetária tendem a ser o principal determinante da taxa de rotação de um planeta terrestre. Em média, a velocidade angular de rotação será cerca de 70% da velocidade que faria com que o planeta se partisse e se separasse; o resultado natural dos impactos de embriões planetários em velocidades ligeiramente maiores que a velocidade de escape. Em estágios posteriores, a rotação do planeta terrestre também é afetada por impactos com planetesimais. Durante o estágio de impacto gigante, a espessura de um disco protoplanetário é muito maior do que o tamanho dos embriões planetários, de modo que as colisões são igualmente prováveis de vir de qualquer direção em três dimensões. Isso resulta na inclinação axial de planetas agregados variando de 0 a 180 graus com qualquer direção tão provável quanto qualquer outra com rotações prógrada e retrógrada igualmente prováveis. Portanto, rotação prógrada com uma pequena inclinação axial, comum para planetas terrestres do Sistema Solar, exceto Vênus, não é comum em geral para planetas terrestres construídos por impactos gigantes. A inclinação axial inicial de um planeta determinada por impactos gigantes pode ser substancialmente alterada por marés estelares se o planeta estiver próximo de sua estrela e por marés de satélite se o planeta tiver um grande satélite.

### Efeitos de maré
Para a maioria dos planetas, o período de rotação e a inclinação axial (também chamada de obliquidade) não são conhecidos, mas um grande número de planetas foi detectado com órbitas muito curtas (onde os efeitos de maré são maiores) que provavelmente terão atingido uma rotação de equilíbrio que pode ser previsto (ou seja, bloqueio de maré, ressonâncias rotação-órbita e equilíbrios não ressonantes, como rotação retrógrada).
As marés gravitacionais tendem a reduzir a inclinação axial a zero, mas em uma escala de tempo maior do que a taxa de rotação atinge o equilíbrio. No entanto, a presença de vários planetas em um sistema pode fazer com que a inclinação axial seja capturada em uma ressonância chamada estado de Cassini. Existem pequenas oscilações em torno deste estado e no caso de Marte essas variações de inclinação axial são caóticas.
A proximidade dos Júpiteres quentes com sua estrela hospedeira significa que sua evolução de órbita giratória se deve principalmente à gravidade da estrela e não a outros efeitos. Acredita-se que a taxa de rotação dos Júpiteres quentes não seja capturada na ressonância rotação-órbita por causa da maneira pela qual esse corpo fluido reage às marés; um planeta como este, portanto, desacelera em rotação síncrona se sua órbita for circular, ou, alternativamente, desacelera em uma rotação não-síncrona se sua órbita for excêntrica. É provável que os Júpiteres quentes evoluam para inclinação axial zero, mesmo que estivessem em um estado de Cassini durante a migração planetária quando estavam mais distantes de sua estrela. As órbitas dos Júpiteres quentes se tornarão mais circulares ao longo do tempo, no entanto, a presença de outros planetas no sistema em órbitas excêntricas, mesmo tão pequenas quanto a Terra e tão distantes quanto a zona habitável, pode continuar a manter a excentricidade do Júpiter quente que o período de tempo para a circularização de maré pode ser de bilhões em vez de milhões de anos.
A taxa de rotação do planeta HD 80606 b está prevista para ser de cerca de 1.9 dias. O HD 80606 b evita a ressonância rotação-órbita porque é um gigante gasoso. A excentricidade de sua órbita significa que ele evita ficar bloqueado por maré.

## Parâmetros físicos

### Massa
Quando um planeta é encontrado pelo método de velocidade radial, sua inclinação orbital i é desconhecida e pode variar de 0 a 90 graus. O método é incapaz de determinar a massa verdadeira (M) do planeta, mas fornece um limite inferior para sua massa, M sini. Em alguns casos, um exoplaneta aparente pode ser um objeto mais massivo, como uma anã marrom ou anã vermelha. No entanto, a probabilidade de um pequeno valor de i (digamos, menos de 30 graus, o que daria uma massa verdadeira pelo menos o dobro do limite inferior observado) é relativamente baixa (1−√3/2 ≈ 13%) e, portanto, a maioria dos planetas têm massas verdadeiras bastante próximas do limite inferior observado.
Se a órbita de um planeta é quase perpendicular à linha de visão (ou seja, i próximo de 90°), um planeta pode ser detectado através do método de trânsito. A inclinação será então conhecida, e a inclinação combinada com M sini de observações de velocidade radial dará a massa verdadeira do planeta.
Além disso, observações astrométricas e considerações dinâmicas em sistemas de múltiplos planetas podem, às vezes, fornecer um limite superior para a massa verdadeira do planeta.
Em 2013, foi proposto que a massa de um exoplaneta em trânsito também pode ser determinada a partir do espectro de transmissão de sua atmosfera, pois pode ser usado para restringir independentemente a composição atmosférica, temperatura, pressão e altura de escala, no entanto, um 2017 estudo descobriu que o espectro de transmissão não pode determinar inequivocamente a massa.
A variação de tempo de trânsito também pode ser usada para encontrar a massa de um planeta.

### Raio, densidade e composição a granel
Antes dos resultados recentes do Telescópio Espacial Kepler, a maioria dos planetas confirmados eram gigantes gasosos comparáveis em tamanho a Júpiter ou maiores porque são mais facilmente detectados. No entanto, os planetas detectados pelo Kepler estão principalmente entre o tamanho de Netuno e o tamanho da Terra.
Se um planeta é detectável tanto pela velocidade radial quanto pelo método de trânsito, então sua massa verdadeira e seu raio podem ser determinados, bem como sua densidade. Planetas com baixa densidade são inferidos como compostos principalmente de hidrogênio e hélio, enquanto planetas de densidade intermediária são inferidos como tendo água como constituinte principal. Um planeta de alta densidade é inferido como rochoso, como a Terra e os outros planetas terrestres do Sistema Solar.

#### Gigantes gasosos, planetas inchados e super-Júpiteres

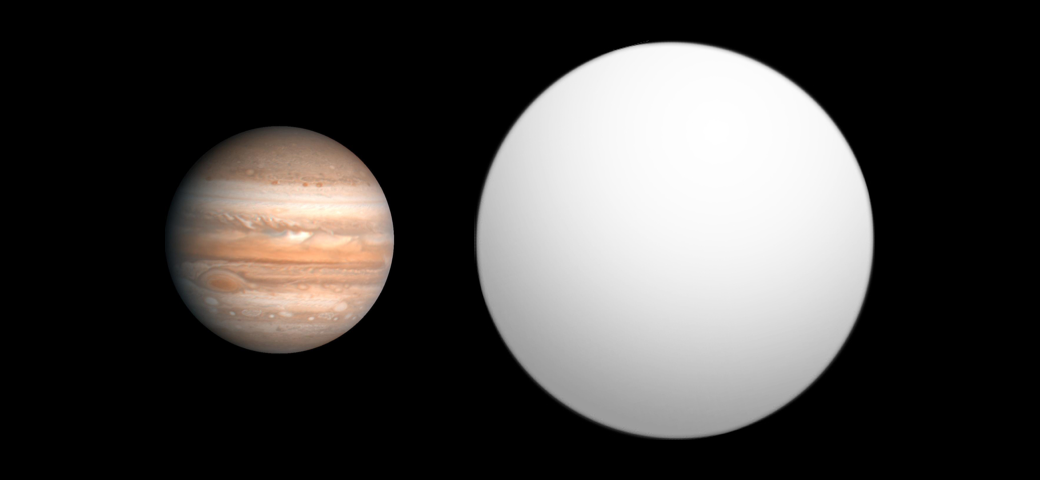
Comparação de tamanho de WASP-17b (direita) com Júpiter (esquerda)

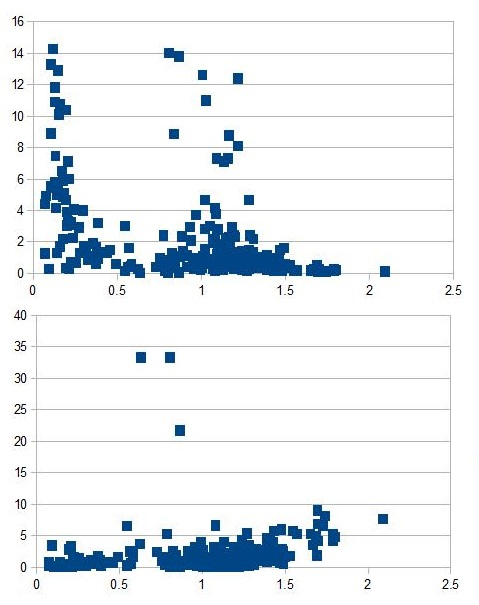
Gráficos de densidade e raio de exoplanetas. Acima: Densidade vs. Raio. Abaixo: Difusão=1/Densidade vs. Raio. Unidades: Raio de Júpiter. Densidade em g/cm^{3}. Difusão em cm^{3}/g. Esses gráficos mostram que há uma ampla gama de densidades para planetas entre o tamanho da Terra e Netuno, então os planetas de tamanho são de densidade muito baixa e há muito poucos deles, então os gigantes gasosos têm uma grande variedade de densidades

Os planetas gasosos que são quentes são causados pela extrema proximidade de sua estrela hospedeira, ou porque ainda estão quentes desde sua formação e são expandidos pelo calor. Para planetas gasosos mais frios, há um raio máximo ligeiramente maior que Júpiter, que ocorre quando a massa atinge algumas massas de Júpiter. Adicionar massa além desse ponto faz com que o raio encolha.
Mesmo levando em consideração o calor da estrela, muitos exoplanetas em trânsito são muito maiores do que o esperado devido à sua massa, o que significa que eles têm densidade surpreendentemente baixa. Veja a seção de campo magnético para uma explicação possível.
Além dos Júpiteres quentes inchados, existe outro tipo de planeta de baixa densidade: Super-inchados com massas apenas algumas vezes a da Terra, mas com raios maiores que Netuno. Os planetas ao redor de Kepler-51 são muito menos densos (muito mais difusos) do que os Júpiteres quentes inchados, como pode ser visto nos gráficos à direita, onde os três planetas Kepler-51 se destacam no gráfico de difusão versus raio.

#### Gigantes gelados e super-Netunos
Kepler-101b foi o primeiro super-Netuno descoberto. Tem três vezes a massa de Netuno, mas sua densidade sugere que os elementos pesados representam mais de 60% de sua massa total, ao contrário dos gigantes gasosos dominados por hidrogênio e hélio.

#### Super-Terras, mini-Netunos e anões gasosos
Se um planeta tem um raio e/ou massa entre o da Terra e Netuno, então há uma questão sobre se o planeta é rochoso como a Terra, uma mistura de voláteis e gás como Netuno, um pequeno planeta com um envelope de hidrogênio/hélio (mini-Júpiter), ou de alguma outra composição.
Alguns dos planetas em trânsito observados pelo Telescópio Espacial Kepler com raios na faixa de 1 a 4 raios terrestres tiveram suas massas medidas por método de velocidade radial ou tempo de trânsito. As densidades calculadas mostram que até 1.5 raios terrestres, esses planetas são rochosos e que a densidade aumenta com o aumento do raio devido à compressão gravitacional. No entanto, entre 1.5 e 4 raios terrestres a densidade diminui com o aumento do raio. Isso indica que acima de 1.5 raios terrestres, os planetas tendem a ter quantidades crescentes de voláteis e gás. Apesar dessa tendência geral, há uma grande variedade de massas em um determinado raio, o que pode ser porque os planetas gasosos podem ter núcleos rochosos de diferentes massas e composições, e também pode ser devido à fotoevaporação de voláteis. Modelos de atmosfera evolutiva térmica sugerem um raio de 1.75 vezes o da Terra como uma linha divisória entre planetas rochosos e gasosos. Excluindo planetas próximos que perderam seu envelope de gás devido à irradiação estelar, estudos da metalicidade das estrelas sugerem uma linha divisória de 1.7 raios terrestres entre planetas rochosos e anões gasosos, depois outra linha divisória a 3.9 raios terrestres entre anões gasosos e gigantes gasosos. Essas linhas divisórias são tendências estatísticas e não se aplicam universalmente, porque existem muitos outros fatores além da metalicidade que afetam a formação do planeta, incluindo a distância da estrela, pode haver planetas rochosos maiores que se formaram em distâncias maiores. Uma reanálise independente dos dados sugere que não existem tais linhas divisórias e que existe um continuum de formação de planetas entre 1 e 4 raios da Terra e nenhuma razão para suspeitar que a quantidade de material sólido em um disco protoplanetário determina se super-Terras ou forma de mini-Netunos. Estudos feitos em 2016 com base em mais de 300 planetas sugerem que a maioria dos objetos com aproximadamente duas massas terrestres coletam envelopes significativos de hidrogênio-hélio, o que significa que super-Terras rochosas podem ser raras.
A descoberta do planeta de massa terrestre de baixa densidade Kepler-138d mostra que há uma sobreposição de massas em que ocorrem planetas rochosos e planetas de baixa densidade. Um planeta de baixa massa e baixa densidade poderia ser um planeta oceânico ou uma super-Terra com uma atmosfera remanescente de hidrogênio, ou um planeta quente com uma atmosfera de vapor, ou um mini-Netuno com uma atmosfera de hidrogênio-hélio. Outra possibilidade para um planeta de baixa massa e baixa densidade é que ele tenha uma grande atmosfera composta principalmente de monóxido de carbono, dióxido de carbono, metano ou nitrogênio.

#### Planetas sólidos massivos

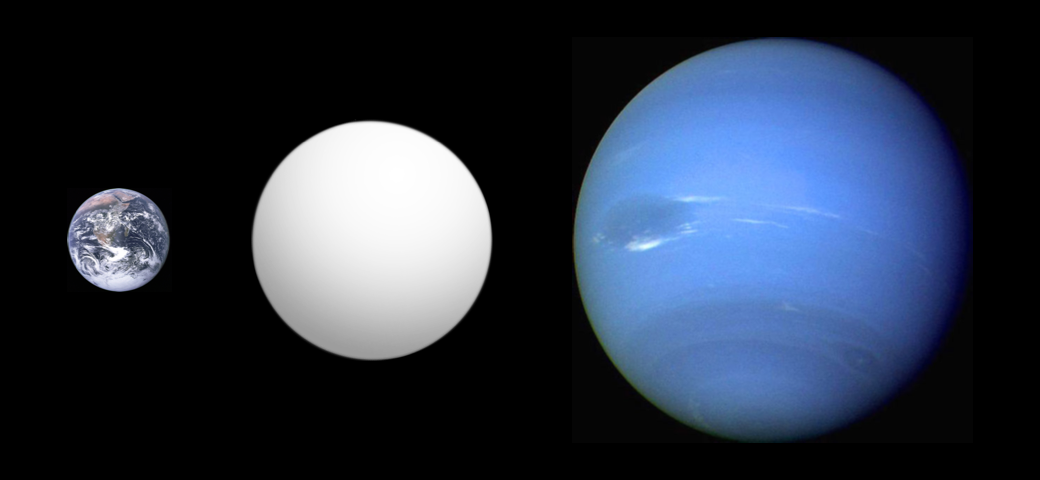
Comparação de tamanho de Kepler-10c com a Terra e Netuno

Em 2014, novas medições de Kepler-10c descobriram que era um planeta com a massa de Netuno (17 massas terrestres) com uma densidade maior que a da Terra, indicando que Kepler-10c é composto principalmente de rocha com possivelmente até 20% de gelo de água de alta pressão, mas sem um envelope dominado por hidrogênio. Como isso está bem acima do limite superior de 10 massas terrestres que é comumente usado para o termo 'super-Terra', o termo mega-Terra foi cunhado. Um planeta similarmente massivo e denso poderia ser Kepler-131b, embora sua densidade não seja tão bem medida quanto a de Kepler 10c. Os próximos planetas sólidos mais massivos conhecidos têm metade dessa massa: 55 Cancri e e Kepler-20b.
Os planetas gasosos podem ter grandes núcleos sólidos. O planeta com a massa de Saturno HD 149026 b tem apenas dois terços do raio de Saturno, então pode ter um núcleo de rocha-gelo de 60 massas terrestres ou mais. CoRoT-20b tem 4.24 vezes a massa de Júpiter, mas um raio de apenas 0.84 o de Júpiter; pode ter um núcleo metálico de 800 massas terrestres se os elementos pesados estiverem concentrados no núcleo, ou um núcleo de 300 massas terrestres se os elementos pesados estiverem mais distribuídos pelo planeta.
Medições de variação de tempo de trânsito indicam que Kepler-52b, Kepler-52c e Kepler-57b têm massas máximas entre 30 e 100 vezes a da Terra, embora as massas reais possam ser muito menores. Com raios de cerca de 2 raios terrestres de tamanho, eles podem ter densidades maiores do que a de um planeta de ferro do mesmo tamanho. Eles orbitam muito perto de suas estrelas, então cada um pode ser o núcleo remanescente (planeta ctônico) de um gigante gasoso evaporado ou uma anã marrom. Se um núcleo remanescente for massivo o suficiente, ele poderá permanecer nesse estado por bilhões de anos, apesar de ter perdido a massa atmosférica.
Planetas sólidos de até milhares de massas terrestres podem ser capazes de se formar em torno de estrelas massivas (estrelas de classe B e classe O; 5-120 massas solares), onde o disco protoplanetário conteria elementos pesados suficientes. Além disso, essas estrelas têm alta radiação ultravioleta e ventos que podem fotoevaporar o gás no disco, deixando apenas os elementos pesados. Para comparação, a massa de Netuno é igual a 17 massas terrestres, Júpiter tem 318 massas terrestres e o limite de 13 massas de Júpiter usado na definição de trabalho da União Astronómica Internacional de um exoplaneta é igual a aproximadamente 4.000 massas terrestres.
Os planetas frios têm um raio máximo porque adicionar mais massa nesse ponto faz com que o planeta se comprima sob o peso em vez de aumentar o raio. O raio máximo para planetas sólidos é menor que o raio máximo para planetas gasosos.

### Formato
Quando o tamanho de um planeta é descrito usando seu raio, isso está aproximando a forma de uma esfera. No entanto, a rotação de um planeta faz com que ele seja achatado nos polos; então o raio equatorial é maior que o raio polar, tornando-o mais próximo de um esferoide oblato. A obliteração dos exoplanetas em trânsito afetará as curvas de luz de trânsito. Nos limites da tecnologia atual, foi possível mostrar que HD 189733 b é menos oblato que Saturno. Se o planeta estiver perto de sua estrela, as marés gravitacionais alongarão o planeta na direção da estrela, tornando o planeta mais próximo de um elipsoide triaxial. Como a deformação de maré ocorre ao longo de uma linha entre o planeta e a estrela, é difícil detectar a partir da fotometria de trânsito; ele terá um efeito nas curvas de luz de trânsito uma ordem de magnitude menor do que a causada pela deformação rotacional, mesmo nos casos em que a deformação da maré é maior que a deformação rotacional (como é o caso dos Júpiteres quentes bloqueados por maré). A rigidez material dos planetas rochosos e os núcleos rochosos dos planetas gasosos causarão mais desvios das formas acima mencionadas. As marés térmicas causadas por superfícies irradiadas de forma desigual são outro fator.